# أسفل العقاب (حالمين)

تعديل مصدري - تعديل

اسفل العقاب هي إحدى قرى عزلة حبيل الريدة بمديرية حالمين التابعة لمحافظة لحج، بلغ تعداد سكانها 49 نسمة حسب تعداد اليمن لعام 2004.